# Фрам (Раче-Фрам)
Фрам (словен. Fram) — поселення в общині Раче-Фрам‎, Подравський регіон‎, Словенія.